# Перевертнюк, Ефрем Климович
Ефрем Климович Перевертнюк (1915—1980) — старший лейтенант Советской Армии, участник Великой Отечественной войны, Герой Советского Союза (1945).

## Биография
Ефрем Перевертнюк родился 15 мая 1915 года в селе Степковка (ныне — Уманский район Черкасской области Украины). После окончания пяти классов школы работал сначала агентом райфо (районный финансовый отдел), затем каменщиком на Сталинском металлургическом заводе. В 1937—1940 годах проходил службу в Рабоче-крестьянской Красной Армии. В 1941 году Перевертнюк повторно был призван в армию. С ноября того же года — на фронтах Великой Отечественной войны. В 1943 году Перевертнюк окончил курсы младших лейтенантов.
К январю 1945 года гвардии лейтенант Ефрем Перевертнюк командовал стрелковым взводом 16-й гвардейской механизированной бригады 6-го гвардейского механизированного корпуса 4-й гвардейской танковой армии 1-го Украинского фронта. Отличился во время форсирования Одера. В ночь с 24 на 25 января 1945 года взвод Первертнюка в числе первых переправился через Одер в районе города Штейнау (ныне — Сцинава) и принял активное участие в боях за захват и удержание плацдарма на его западном берегу, в ожесточённом рукопашном бою захватил вражескую траншею. Во время отражения немецкой контратаки взвод уничтожил 60 вражеских солдат и офицеров, однако и сам погиб почти в полном составе. В тех боях Перевертнюк получил ранение, но продолжал сражаться до переправы основных сил.
Указом Президиума Верховного Совета СССР от 10 апреля 1945 года за «мужество, отвагу и героизм, проявленные в борьбе с немецкими захватчиками» гвардии лейтенант Ефрем Перевертнюк был удостоен высокого звания Героя Советского Союза с вручением ордена Ленина и медали «Золотая Звезда» за номером 4794.
В 1946 году в звании старшего лейтенанта Перевертнюк был уволен в запас. Вернулся на родину, руководил местным колхозом. Скончался 17 декабря 1980 года, похоронен в Степковке.
Был также награждён орденами Александра Невского и Красной Звезды, рядом медалей.